# أدريانا مولدوفان
أدريانا مولدوفان (بالرومانية: Ada Moldovan)‏ مواليد 15 نوفمبر 1983 في فوكشاني، رومانيا، هي لاعبة كرة يد رومانية. حققت المركز الثالث في بطولة أوروبا لكرة اليد للسيدات 2010.

## الميداليات
| الميدالية | المسابقة                            |
| --------- | ----------------------------------- |
| برونزية   | بطولة أوروبا لكرة اليد للسيدات 2010 |

## روابط خارجية
- أدريانا مولدوفان على موقع الاتحاد الأوروبي لكرة اليد (الإنجليزية)